# José Carlos Nepomuceno Mozer
José Carlos Nepomuceno Mozer (Rio de Janeiro, Brasil, 19 de setembre de 1960) és un exfutbolista brasiler. Va disputar 32 partits amb la selecció del Brasil.